# Lepidotrigona nitidiventris
Lepidotrigona nitidiventris är en biart som först beskrevs av Smith 1857.  Lepidotrigona nitidiventris ingår i släktet Lepidotrigona, familjen långtungebin och tribuset gaddlösa bin (Meliponini). Inga underarter finns listade.

## Utseende
Ett förhållandevis litet bi med svart grundfärg på huvud och mellankropp men med stor variation på delar som munsköld, som förutom svart kan vara ljusare till mörkare brun, ben, som kan vara allt från svartbruna över ljusare bruna till rödbruna samt käkar, som varierar påtagligt. Även bakkroppen kan ha olika utseende, från mörkt rödbrun till gulaktig.

## Ekologi
Som alla gaddlösa bin saknar släktet Lepidotrigona en fungerande gadd. De har dock kraftiga käkar, och kan bitas ordentligt.

## Utbredning
Lepidotrigona nitidiventris är en sydöstasiatisk art som förekommer i Thailand, Malaysia (inklusive Sarawak), Filippinerna och Indonesien.